# Empereur allemand
Le titre d’empereur allemand (en allemand : Deutscher Kaiser) est, de 1871 à 1918, conféré par la Constitution de l'Empire allemand au roi de Prusse, agissant en qualité de président de la fédération (Präsidium des Bundes) et de commandant suprême de l'armée et de la marine de guerre fédérales. Il s'agit d'un titre de fonction (Amtstitel) héréditaire qui fut porté par les souverains de la maison de Hohenzollern régnant sur l'Empire allemand et le royaume de Prusse : Guillaume Ier, Frédéric III et Guillaume II.

## Empire allemand (1848-1849)
Dans le sillage de la révolution de Mars et sous l'Empire allemand (1848-1849), le roi Frédéric-Guillaume IV de Prusse se voit offrir le titre d'empereur des Allemands (Kaiser der Deutschen) par le Parlement de Francfort en 1849, mais il le refuse au motif que « ce n'est pas au Parlement de le donner ». Frédéric-Guillaume estime en effet que seuls les princes allemands ont le droit de faire une telle offre, conformément aux traditions du Saint-Empire romain germanique.

## Empire allemand (1871-1918)

### Création du titre

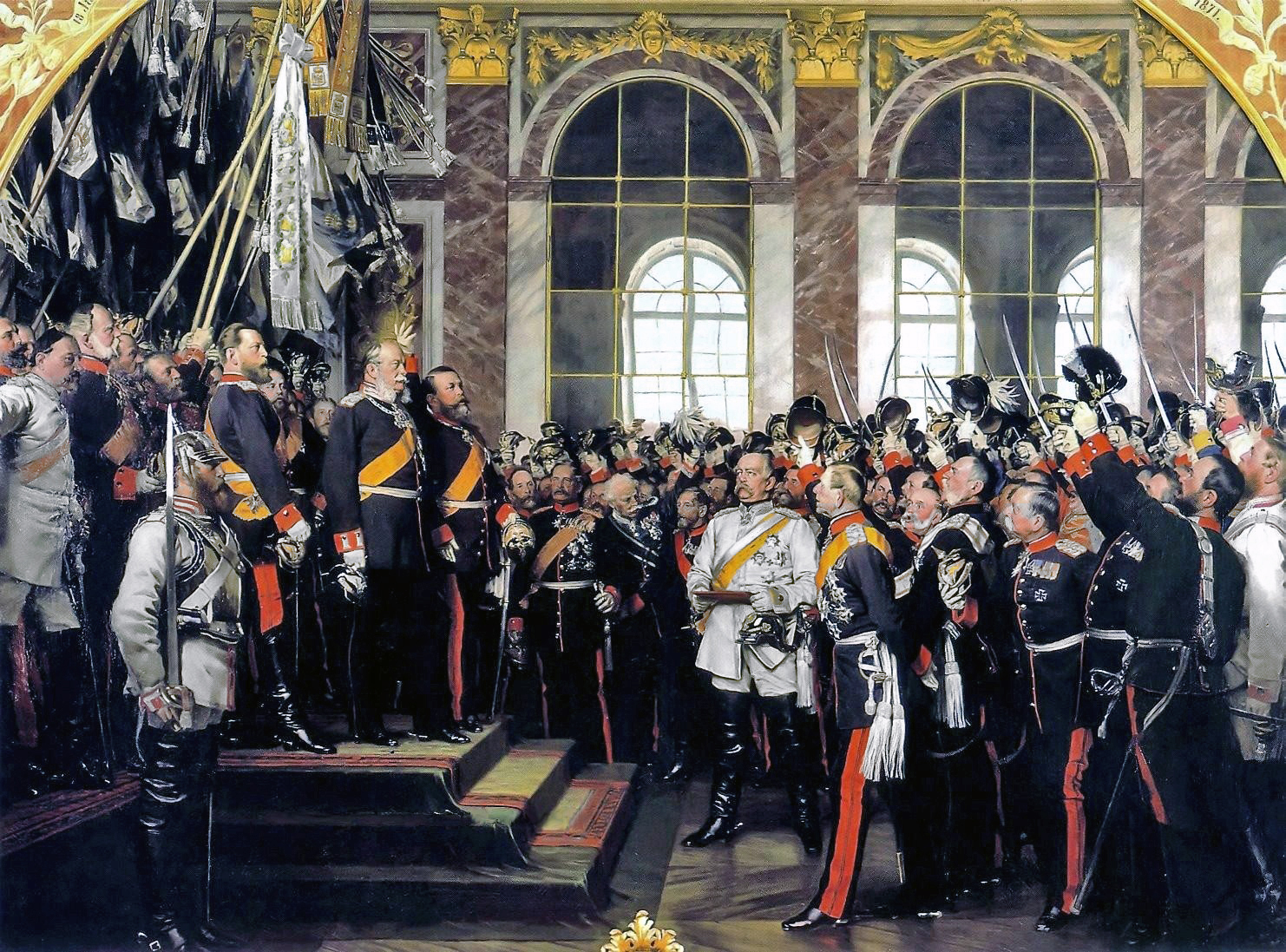
Proclamation de Guillaume Ier (empereur allemand) en tant qu'empereur allemand dans la galerie des Glaces de Versailles (peinture d'Anton von Werner, 1885).

L'Empire allemand est proclamé le 18 janvier 1871 dans la galerie des Glaces du château de Versailles, après la défaite française de 1870 et fait du roi de Prusse Guillaume Ier le premier « empereur allemand ». Issu de la confédération de l’Allemagne du Nord, il regroupe vingt-deux monarchies et trois républiques sous l’autorité unique de l’empereur allemand. Il disparaît après l’abdication de l’empereur Guillaume II le 9 novembre 1918, à la suite de la révolution de Novembre.
Le titre d'empereur allemand (en allemand : Deutscher Kaiser) est un titre de fonction (Amtstitel) porté par le roi de Prusse en sa triple qualité de président de la fédération (Präsidium des Bundes) et de commandant suprême de l’armée et de la marine de guerre fédérales. En français, on emploie également l’expression empereur d'Allemagne, mais cette forme est à éviter, car incorrecte. En effet, le roi de Bavière Louis II, qui a accepté contraint — en échange d’une augmentation de sa liste civile — de proposer la couronne impériale à Guillaume Ier de Prusse au nom de tous les princes allemands, refusa qu’il porte le titre d’empereur d’Allemagne, peu respectueux de la souveraineté des autres princes allemands. Guillaume Ier refusait la formulation empereur des Allemands, qui rappelait trop la révolution de 1848 et renvoyait directement au peuple. Bismarck trouva donc une solution intermédiaire, qui ne heurterait personne : empereur allemand. Cependant, le terme d’empereur d’Allemagne est utilisé dans des traités internationaux rédigés en français, notamment le traité préliminaire, signé à Versailles le 26 février 1871, et le traité de Francfort du 10 mai 1871.

### Liste des titulaires
| Portrait | Nom                                                             | Début du règne  | Fin du règne    | Titres                                      | Armoiries |
| -------- | --------------------------------------------------------------- | --------------- | --------------- | ------------------------------------------- | --------- |
|          | Guillaume Ier (22 mars 1797, Berlin – 9 mars 1888, Berlin)      | 18 janvier 1871 | 9 mars 1888     | Empereur allemand Roi de Prusse (1861-1888) |           |
|          | Frédéric III (18 octobre 1831, Potsdam – 15 juin 1888, Potsdam) | 9 mars 1888     | 15 juin 1888    | Empereur allemand Roi de Prusse (1888)      |           |
|          | Guillaume II (27 janvier 1859, Potsdam – 4 juin 1941, Doorn)    | 15 juin 1888    | 9 novembre 1918 | Empereur allemand Roi de Prusse (1888-1918) |           |